# 15º Stormo
15º Stormo “Stefano Cagna” ist der Name des 15. Geschwaders der italienischen Luftwaffe. Der Stab und Teile dieses Hubschrauber-Verbandes befinden sich in Cervia bei Rimini, einzelne Search and Rescue-Einheiten des Geschwaders sind auch an anderen Militärflugplätzen stationiert. Das Geschwader untersteht dem Lufttransport- und Unterstützungskommando (Comando Forze per la Mobilità e il Supporto) in Rom.

## Aufgaben und Organisation
Die SAR-Einheiten des Geschwaders waren ursprünglich in erster Linie dazu vorgesehen, abgeschossene oder verunglückte Besatzungen von Militärflugzeugen mit Wasserflugzeugen aus dem Mittelmeer zu bergen sowie andere militärische Rettungs-, Transport- und Sondereinsätze durchzuführen. Auf Grund internationaler Abkommen über Such- und Rettungsdienste für Notfälle in der zivilen Luft- und Seefahrt übernahmen die Einheiten des 15. Geschwaders den Großteil der zivilen SAR-Aufgaben, die sich aus diesen Abkommen ergeben. Seit mehreren Jahrzehnten stehen Rettungseinsätze für in Not geratene Zivilpersonen im Vordergrund, insbesondere solche auf See.

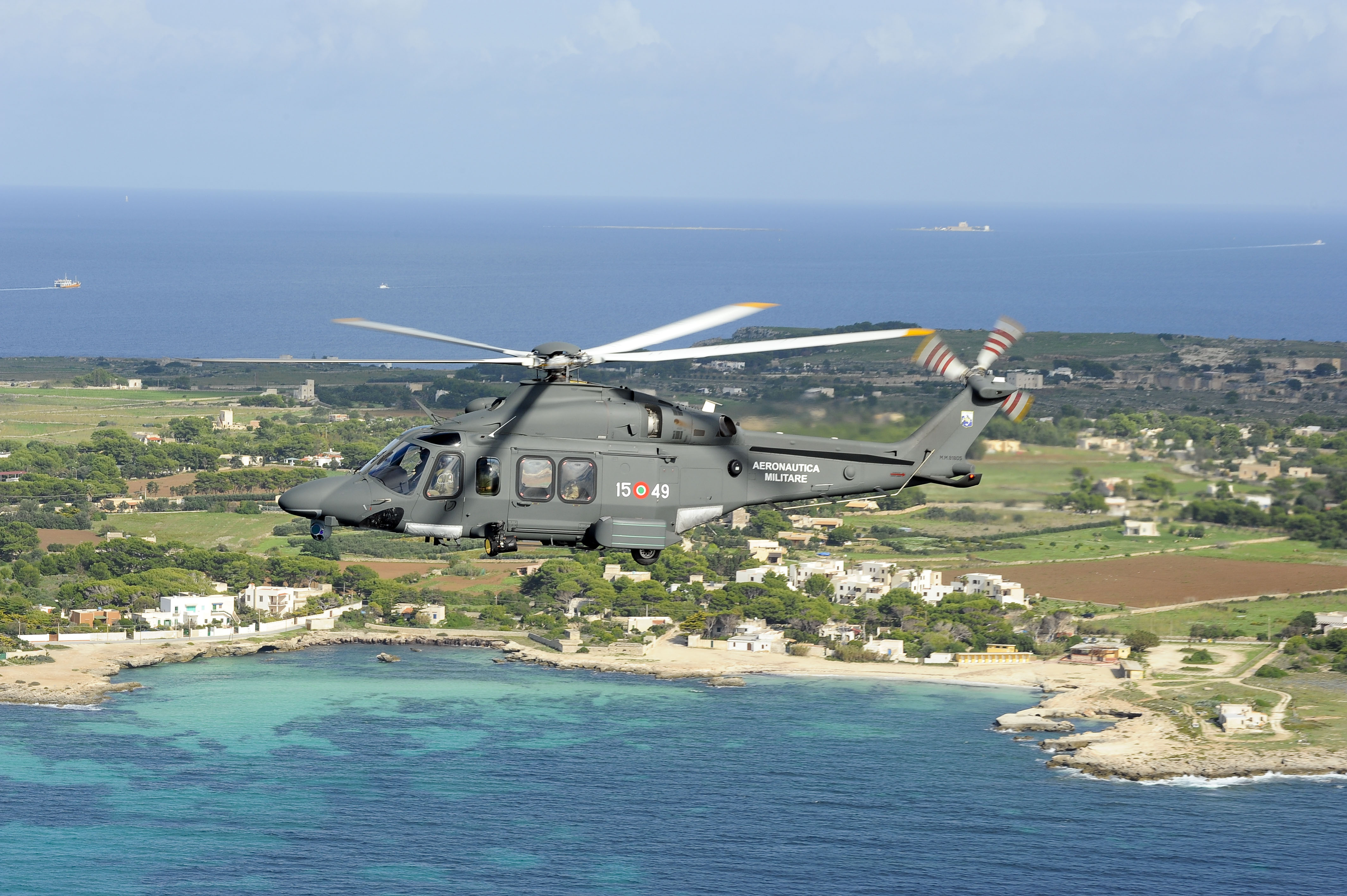
AW139, 15º Stormo

Das 15. Geschwader verfügt über folgende fliegende Einheiten in Schwarm-Stärke:
- 80. SAR-Einheit in Decimomannu
- 81. Ausbildungseinheit in Cervia
- 82. SAR-Einheit in Trapani
- 83. SAR-Einheit in Cervia
- 84. SAR-Einheit in Gioia del Colle
- 85. SAR-Einheit in Pratica di Mare
- 615. Verbindungseinheit in Cervia

| Cervia |

| Gioia |

| Trapani |

| Decimomannu |

| Pratica |

Ausgerüstet sind die Einheiten mit Hubschraubern der Typen AW139, AB212 und NH500E. Sie übernehmen SAR-Missionen sowie Unterstützungs- und Ausbildungsaufgaben. Die neuen AW101, die in erster Linie für Combat Search and Rescue und Sonderoperationen in Zusammenarbeit mit einer Spezialeinheit vorgesehen sind, wurden zuerst in Cervia stationiert und dann schrittweise an ein anderes Geschwader abgegeben.
Die SAR-Einheit in Cervia deckt die nördliche Adria ab sowie bei Bedarf Teile Nord- und Mittelitaliens. Die Hubschrauber in Gioia del Colle sind für die südliche Adria, Teile des Ionischen Meeres und, bei Bedarf, für Teile Süditaliens zuständig. Die Einheit in Trapani übernimmt Sizilien mit Teilen der dortigen Seegebiete sowie das südliche Tyrrhenische Meer. Im November 2013 wurde eine SAR-Einheit in Decimomannu auf Sardinien in das Geschwader eingegliedert. Die Hubschrauber in Pratica di Mare bei Rom decken weite Teile des Tyrrhenischen Meeres ab und operieren bei Bedarf auch in Mittel- und Süditalien. Kleine separate Hubschrauber-Einheiten der Luftwaffe, Teile der Heeresflieger sowie Hubschrauber der Marine aus Luni bei La Spezia und aus Catania auf Sizilien vervollständigen das militärische SAR-Wesen.
In fast allen italienischen Regionen gibt es zivile Rettungshubschrauber. Stoßen diese an ihre Kapazitätsgrenze oder an die Grenze ihrer technischen Möglichkeiten oder handelt es sich um Einsätze über dem Mittelmeer, so wird das 15. Geschwader eingeschaltet. Reichen auch dessen Möglichkeiten nicht mehr aus, starten Hubschrauber der genannten anderen Militäreinheiten. Letzteres passiert unter Umständen auch, wenn diese näher am Einsatzort liegen.
Das 15. Geschwader wird von einer Koordinierungsstelle im Einsatzführungszentrum der italienischen Luftwaffe in Poggio Renatico geführt (Comando delle Operazioni Aerospaziali), bei Seeunfällen übernimmt die Marine die Koordinierungsaufgaben im Bereich der Luftrettung, bei anderen großen Unglücksfällen der Zivilschutz oder das Innenministerium und dessen Außenstellen. Im Allgemeinen erfolgt die Anforderung von SAR-Hubschraubern über die Notrufnummer der Rettungsdienste bzw. durch die Rettungsdienste vor Ort.

## Geschichte
Die Geschichte des 15. Geschwaders besteht aus zwei sehr unterschiedlichen Linien. Zwischen 1931 und 1943 bestand es erst als Bomber- und dann als Jagdbombergeschwader, seit 1965 als Dachorganisation der genannten SAR-Einheiten. Die Geschichte dieser Einheiten weist keine Brüche auf und lässt sich bis zu den Seefliegern des Ersten Weltkrieges zurückverfolgen.

### Bombergeschwader

Wappen des 15º Stormo im Zweiten Weltkrieg

Das 15. wurde am 1. Juni 1931 in Rom-Ciampino als Bombergeschwader aufgestellt. Es bestand aus zwei Bombergruppen zu je zwei Staffeln: der 46º Gruppo (20ª, 21ª Squadriglia) und der 47º Gruppo (53ª, 54ª Squadriglia). Von November 1931 bis September 1935 wurde es mit seinen Fiat BR.3 und einigen Caproni Ca.100 in Ferrara stationiert. Teile des Geschwaders nahmen 1935 und 1936 am italienischen Kolonialkrieg in Ostafrika teil, der Rest verlegte vorübergehend wieder nach Rom auf die Militärflugplätze Guidonia und Ciampino. Im Juni 1936 kam das Geschwader auf den Flugplatz von Castelbenito in Libyen. Dort leistete es mit seinen Savoia-Marchetti SM.81 einen Beitrag zum Aufbau der ersten Fallschirmjäger-Einheiten Italiens. Von Juni 1936 bis April 1939 kommandierte Oberst Stefano Cagna das 15. Geschwader. Cagna, nach dem das Geschwader bis heute benannt ist, fiel im August 1940 als 38-jähriger Brigadegeneral an der Spitze eines größeren Bomberverbandes südlich der Balearen bei einem Einsatz gegen die britische Royal Navy.
Im Zweiten Weltkrieg führte das Geschwader mit neuen Flugzeugen vom Typ Savoia-Marchetti SM.79 im Juni 1940 zunächst einige Aufklärungseinsätze über Tunesien durch, dann verlegte es in den Osten Libyens und griff von dort aus in den folgenden Monaten britische Ziele in Ägypten und im Mittelmeer an. Es bildete in Libyen mit dem 41. Geschwader die 9. Fliegerbrigade (9ª Brigata aerea). Nach acht Monaten ununterbrochener Einsätze kehrte das 15. Geschwader Ende Februar 1941 nach Italien zurück. In Vicenza wurde es zunächst mit der Caproni Ca.313 ausgerüstet, nach umfassender Ausbildung auf diesem Muster dann aus unerfindlichen Gründen Anfang 1942 auf Fiat CR.42-Doppeldecker umgerüstet, mit denen es als Jagdbomber-Verband Einsätze zur Luftnahunterstützung fliegen sollte. Im September 1942 kehrte es mit diesen Maschinen nach Libyen zurück, wo es dann bis Jahresende infolge der zweiten Schlacht von El Alamein schwere Verluste zu verzeichnen hatte und Anfang 1943 erneut nach Vicenza zurückgezogen wurde. Im Mai 1943 verlegte es nach Capoterra und Oristano auf Sardinien, im folgenden Juli dann mit Teilen nach Palermo-Boccadifalco, der Rest ging nach Pontedera bei Pisa. Als im September 1943 der Waffenstillstand von Cassibile in Kraft trat, befanden sich die Reste des 15. Geschwaders in Florenz-Peretola, wo es aufgelöst wurde.

### Seeflieger
Als am 28. März 1923 die italienische Luftwaffe (Regia Aeronautica) als eigenständige Teilstreitkraft aufgestellt wurde, übernahm sie einen Großteil der damaligen Luftstreitkräfte von Heer und Marine. Von den Küstenabschnittskommandos der Marine übernahm man vier Wasserflugzeug-Einheiten, die in La Spezia, Neapel, Tarent und Venedig stationiert waren und 1924 als fliegende Gruppen die Nummern 79, 81, 82 und 84 erhielten. Im folgenden Jahr kamen die Gruppen 80 im mittelitalienischen Orbetello und 83 in Augusta auf Sizilien dazu, im Februar 1933 dann die 85. in Cagliari auf Sardinien. Zunächst flog man noch die Macchi M.5 und M.7, später dann unter anderem CRDA Cant Z.501 und CRDA Cant Z.506. Die Maschinen wurden im Zweiten Weltkrieg vor allem zur Seefernaufklärung und zur Seenotrettung eingesetzt, aber auch als Bomber und Transporter.
Grundsätzlich wurde die Einverleibung fast aller italienischen Militärflugzeuge in die Regia Aeronautica kritisiert, weil sich die Verfahrensabläufe zwischen den Teilstreitkräften oft als ungenügend erwiesen, wie sich unter anderem in den Seeschlachten bei Punta Stilo und Kap Teulada zeigte. Für die mit Wasserflugzeugen und Flugbooten ausgerüsteten Einheiten und einige andere Einheiten errichtete die Regia Aeronautica ein „Marinefliegerkommando der Luftwaffe“ (Aviazione Ausiliaria per la Marina) und versuchte so, einen besonderen Bezug zur Marine herzustellen. Die Wasserflugzeuge und Flugboote hatten gemischte Besatzungen; insbesondere die Beobachter kamen von der Marine. In dieser Form leisteten sie trotz allem bedeutende Beiträge bei der Aufklärung feindlicher Flottenbewegungen und bei der Bergung abgeschossener (eigener wie gegnerischer) Besatzungen. Besonders zu kämpfen hatten sie gegen die Jagdflugzeuge britischer Flugzeugträger.
Nach dem Waffenstillstand vom 8. September 1943 zog man die verbliebenen Wasserflugzeuge im folgenden Monat in Tarent und Brindisi zusammen, wo sie unter alliierter Kontrolle weiter in den Bereichen Aufklärung und Seenotrettung aktiv blieben. Dort und in Cagliari waren die Gruppen 82 bis 85 auch im Mai 1945 noch stationiert. Am 14. April 1946 entstand auf dem Militärflugplatz Rom-Centocelle das „Rettungszentrum“ der italienischen Luftwaffe, welches im folgenden Jahr die Bezeichnung „Such- und Rettungsdienst“ annahm. Der neue SAR-Dienst bestand aus sechs Koordinierungsstellen, aus sieben Einheiten mit Wasserflugzeugen und drei Einheiten mit anderen Flugzeugen. Im Zug einiger Neuordnungen und Verkleinerungen führte man 1951 neue Piaggio P.136 ein, im folgenden Jahr dann einige Fiat G.212. 1953 erhielt man die ersten zwei Hubschrauber vom Typ Sikorsky H-19, denen 1959 die AB47J folgten. 1958 übernahm man die ersten, für den SAR-Dienst der Nachkriegszeit so charakteristischen Flugboote vom Typ Grumman HU-16, die man unter anderem in Vigna di Valle am Braccianosee stationierte.

### SAR-Geschwader

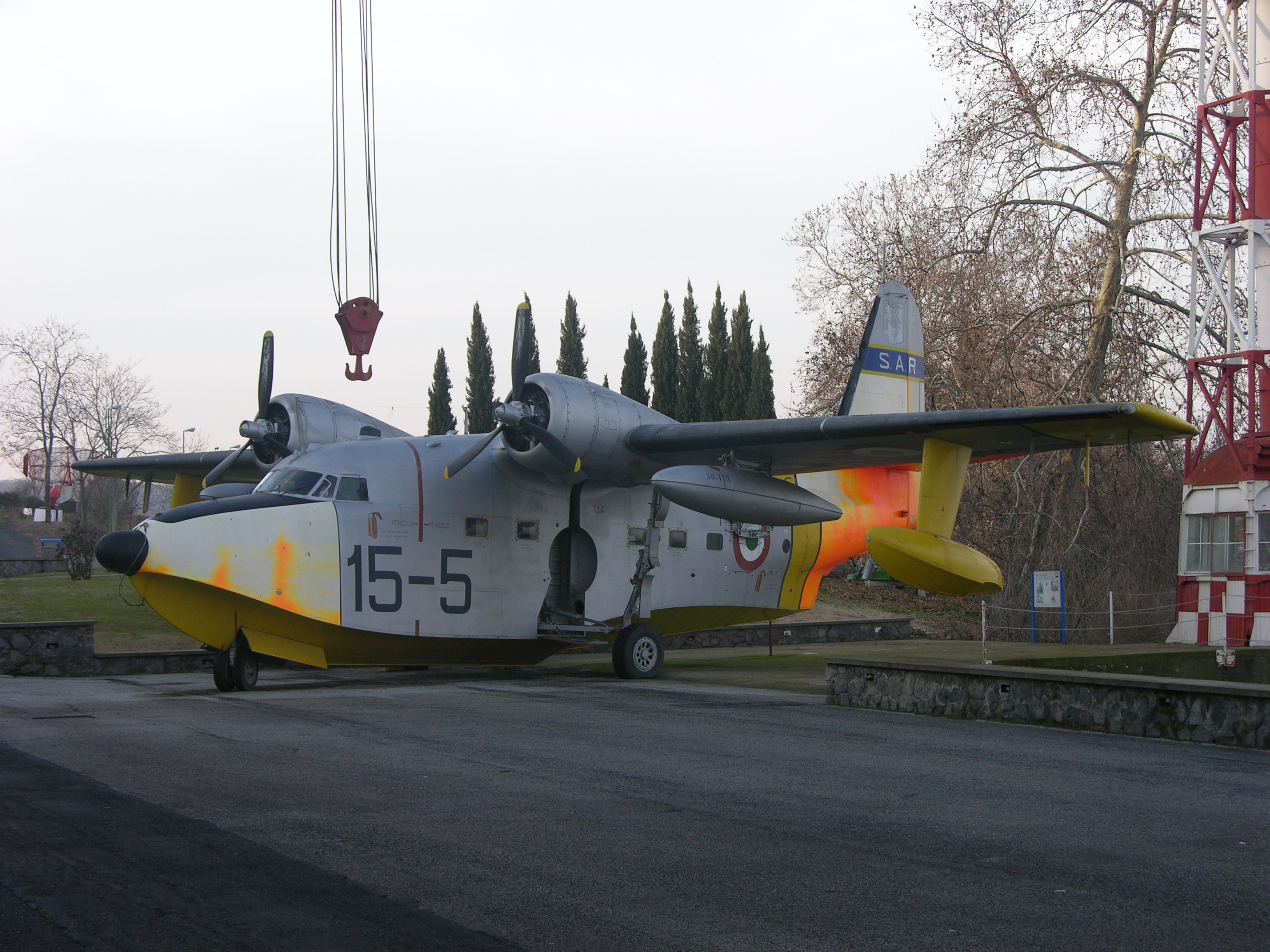
HU-16 Albatross des 15. im Luftfahrtmuseum Vigna di Valle

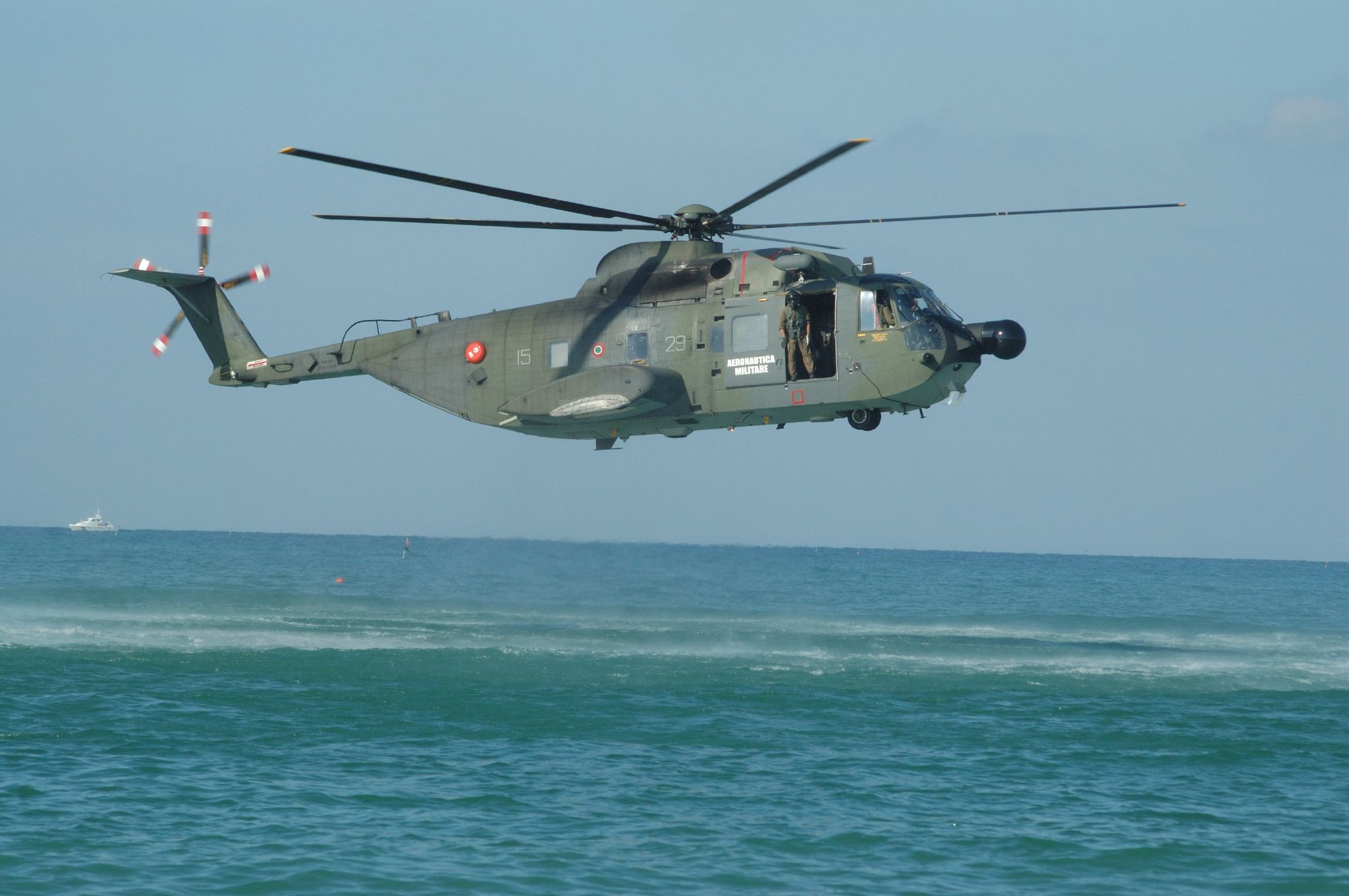
HH-3F Pelican (AS-61R), 15º Stormo

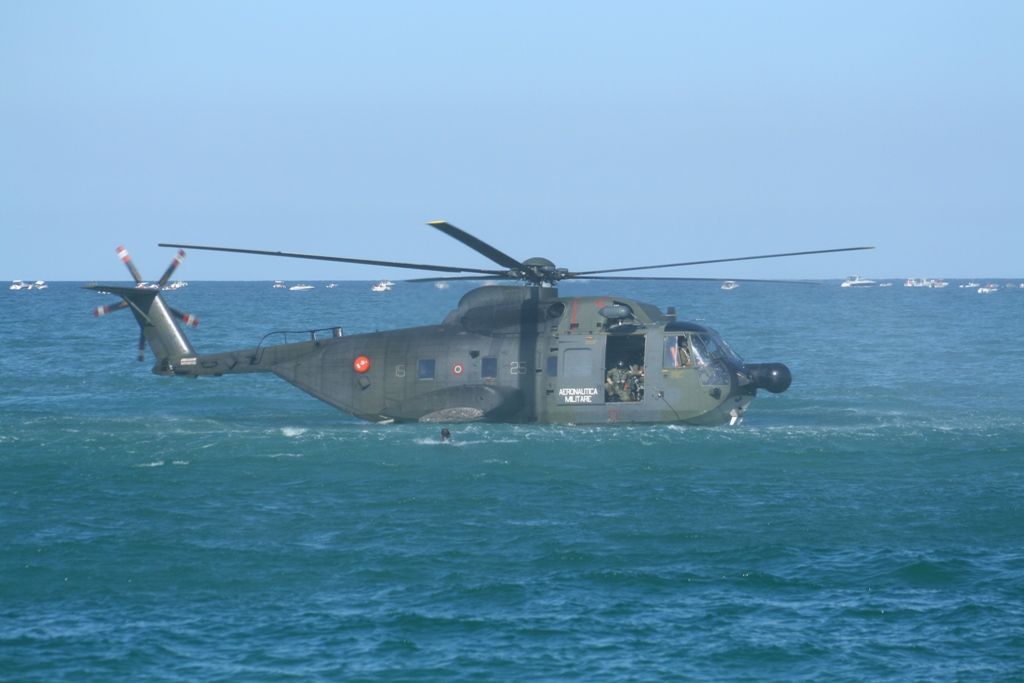
HH-3F des 15. bei einer Wasserung

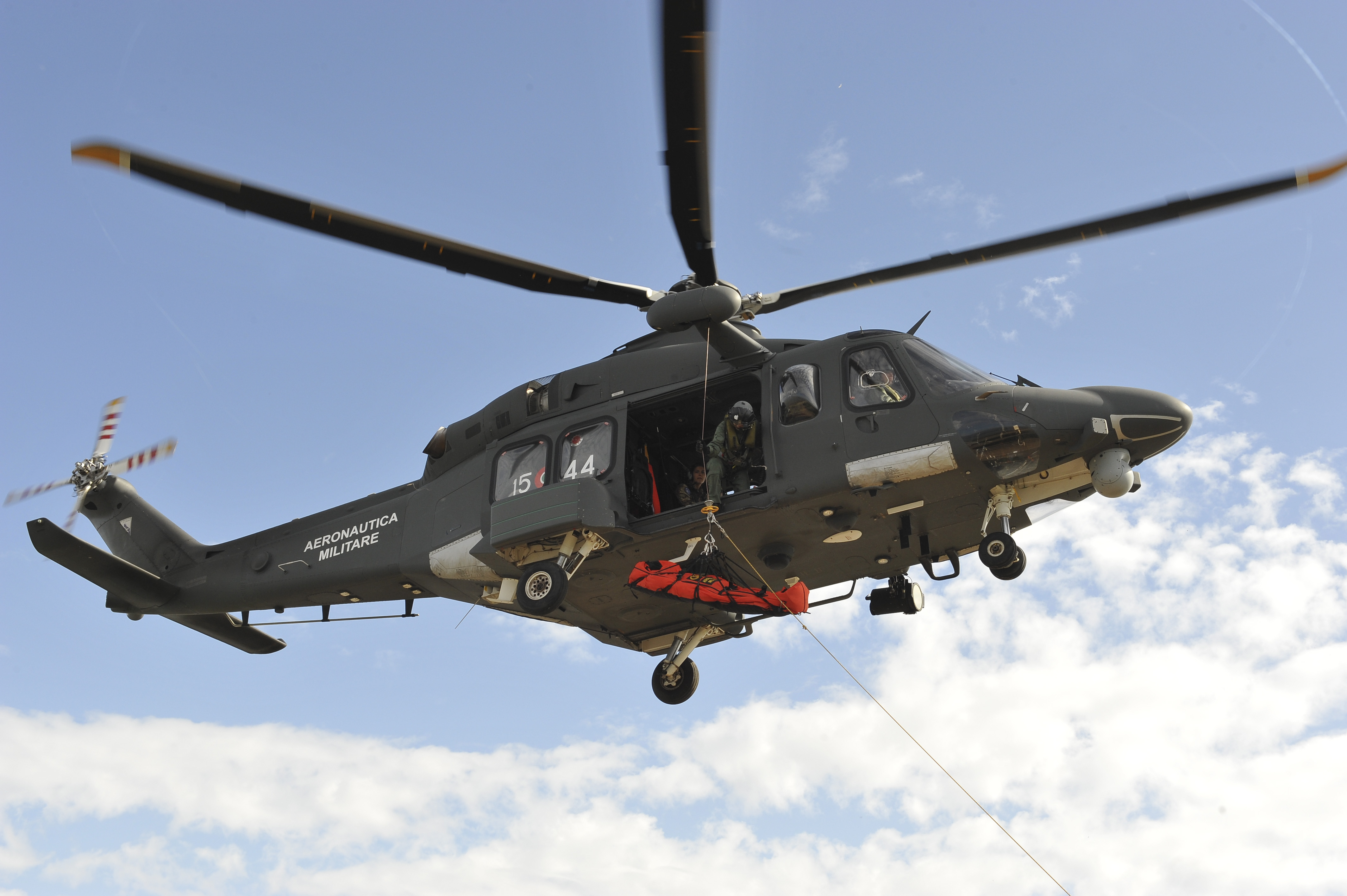
AW139 im Einsatz

Am 1. Oktober 1965 entstand das 15. Geschwader in Rom-Ciampino wieder und übernahm alle bestehenden SAR-Einheiten der italienischen Luftwaffe. Dabei handelte es sich um die Gruppen 84 und 85 in Rom-Ciampino und um zwei Außenstellen in Mailand-Linate und Tarent-Grottaglie, die die HU-16 sowie Hubschrauber der Typen AB204B und AB47J flogen. In dieser Form zeichnete sich das Geschwader bereits 1966 bei Flutkatastrophen in der Toskana und in Venetien aus.
Mitte der 1970er Jahre wurden für das 15. Geschwader zunächst 20 und dann 15 weitere Hubschrauber vom Typ HH-3F Pelican bestellt, die Agusta in Italien auch in Lizenz baute. Dank dieser 1977 eingeführten Hubschrauber konnten alle bisher genutzten Modelle außer Dienst gestellt werden. Gleichzeitig wurde das Geschwader mit seinen Einheiten neu geordnet:
| Militärflugplatz | Einheit             | Anmerkung                                         |
| ---------------- | ------------------- | ------------------------------------------------- |
| Rom-Ciampino     | Stab 15. Geschwader | von 1997 bis 2010 in Pratica di Mare, dann Cervia |
| Trapani          | 82. SAR-Einheit     | unverändert                                       |
| Rimini           | 83. SAR-Einheit     | seit 2010 in Cervia                               |
| Brindisi         | 84. SAR-Einheit     | seit 2012 in Gioia del Colle                      |
| Rom-Ciampino     | 85. SAR-Einheit     | seit 1997 in Pratica di Mare                      |

Von 1984 bis 1987 übernahm das Geschwader auch einige Löschflugzeuge der Typen Canadair CL-215 und Aeritalia G.222, dann ging die Bekämpfung von Waldbränden aus der Luft an den Zivilschutz über. Mitte der 1980er Jahre entstand innerhalb des 15. Geschwaders die 615. Verbindungsstaffel auf AB212, A109, P.166 und S.205, von denen im weiteren Verlauf jedoch etliche abgegeben wurden. Zusätzlich baute man zur Ausbildung der Besatzungen die 81. Ausbildungseinheit auf. Mit der HH-3F führte die italienische Luftwaffe auch 35 Hubschrauber vom Typ AB212 ein, die den SAR-Dienst von mehreren Stützpunkten aus vervollständigten, darunter Mailand-Linate, Istrana, Grosseto, Grazzanise und Decimomannu. Ab 2005 wurden die verbliebenen AB 212 größtenteils modernisiert und dann beim 9. Geschwader in Grazzanise und beim 15. Geschwader in Pratica di Mare und dann in Cervia konzentriert.
1993 kehrte das 15. Geschwader im Rahmen der Operation Restore Hope nach Afrika zurück, wo man bei den Einsätzen in Somalia mit der Notwendigkeit des Combat Search and Rescue konfrontiert wurde. In der Folge konzentrierte sich das Geschwader auf den Aufbau einer solchen Fähigkeit, wobei die HH-3F unter anderem eine verbesserte Avionik, Kommunikations- und Selbstschutzeinrichtungen sowie Vorrichtungen für Maschinengewehre erhielten. Nach den Terroranschlägen am 11. September 2001 übernahmen sie auch eine Rolle als Slow Mover Interceptors, also das Abfangen von Leichtflugzeugen, von denen eine Terrorgefahr ausgehen könnte, insbesondere bei politischen, sportlichen oder religiösen Großveranstaltungen.
1997 zog der Stab des 15. Geschwaders mit Ausbildungs- und Unterstützungseinheiten sowie mit der 85. SAR-Einheit von Rom-Ciampino auf den ebenfalls bei Rom gelegenen Militärflugplatz Pratica di Mare um, 2010 dann nach Cervia bei Rimini, wo ein Jagdgeschwader aufgelöst worden war, dessen Flugplatz man aus strategischen Gründen nicht aufgeben wollte. Gleichzeitig verlegte auch die 83. SAR-Einheit vom Flughafen Rimini nach Cervia, 2012 dann aus Rationalisierungsgründen die 84. SAR-Einheit vom Flughafen Brindisi ins nahe Gioia del Colle. Die 82. Einheit in Trapani auf Sizilien und die 85. in Pratica di Mare verbleiben auf ihren bisherigen Standorten.
Am 23. Oktober 2008 kam es zu einem tragischen Unfall, bei dem alle acht Besatzungsmitglieder einer HH-3F der 84. SAR-Einheit aus Brindisi ums Leben kamen. Sie waren auf dem Weg ins belgische Florennes, wo sie an einer NATO-Übung des Tactical Leadership Programme teilnehmen wollten, als sich bei Bar-le-Duc ein Blatt des Hauptrotors löste und dann den Heckrotor abtrennte. Die italienische Luftwaffenführung verhängte bis zur Klärung des Unfalls ein Flugverbot über die HH-3F (den SAR-Dienst übernahmen die AB 212 und andere). Schließlich beschloss man, die HH-3F und auch die AB 212 im Rahmen der finanziellen Möglichkeiten schrittweise durch die moderneren Muster AW139 und AW101 zu ersetzen. 2012 wurden in Cervia die ersten von (damals) zehn bestellten AW139 in Dienst gestellt, 2015 folgte die erste von zwölf georderten AW101. Die verbliebenen HH-3F wurden in Pratica di Mare konzentriert und 2014 dort außer Dienst gestellt. Mit neuen AW101 entstand 2018 in Cervia die 23. Staffel (23° Gruppo) wieder, die dort bis 2010 als Jagdstaffel zum aufgelösten 5. Geschwader (5° Stormo) gehört hatte. Im Zug der Standardisierung des 15. Geschwaders auf insgesamt 30 AW139 (13 HH-139A und 17 HH-139B) wurde 2020 mit der schrittweisen Verlegung der AW101 zum 9. Geschwader im süditalienischen Grazzanise begonnen. Daher wurde die 23. Staffel im Februar 2023 erneut aufgelöst.